# ヘキソミノ
ヘキソミノはポリオミノの一種である。6つの正方形を辺に沿ってつなげた形は回転・鏡像によって同じになるものを同一と考えると35種類ある。これらを総称してヘキソミノと呼ぶ。
鏡像を別物とすると、さらに25種増えて60種になる。

35種類の両面ヘキソミノ一覧。色の違いは各ヘキソミノのもつ対称性の違いを表している。

- ヘキソミノのうち20種（黒）は、対称性を持たない。
- ヘキソミノのうち6種（赤）は、格子に沿った対称軸を持つ線対称である。
- ヘキソミノのうち2種（緑）は、対称軸が格子に対して45度の角度を持つ線対称である。
- ヘキソミノのうち5種（青）は、点対称である。
- ヘキソミノのうち2種（紫）は、格子に沿った対称軸を2つ持つ線対称である。また、点対称でもある。

## 造形

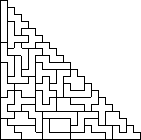
階段状に配置されたヘキソミノ

ヘキソミノは、ペントミノと同じように35片全てを使って長方形を作るパズルが考えられるが、これは解を持たない。この事は、ピースを市松模様に塗る事で確かめられる。長方形を作るためには白黒が105個ずつになる必要があるが、白黒が3:3に分かれるピースが24種、2:4に分かれるピースが11種であるため、白黒どちらも偶数になってしまう。
単なる長方形につめることは出来ないため、他の形に並べることが考えられている。代表的な図として、20段の階段型や15×15の正方形に3×5の穴をあけた形などがある。
単独でない図形としては、7片から構成される5組の合同図形や、5片から構成される7組の合同図形を作成することも可能である。上記の白黒が同数でない11片について、面積比が 1:9:25 の相似形を作ることが可能である。

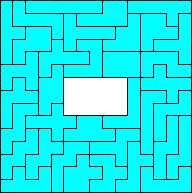
穴の開いた造形

穴の開いた図形としては、前述の15×15の図（右図参照）の他に、全体と穴の面積の比が 224:14, 250:40, 280:70, 378:168 の相似形となる図が発表されている。Jean Meeus らは、15×17 の中にペントミノ型の穴をあけた図を発表している。Patrick Hamlyn は長方形の中に50個の穴をあけた図を発表している。Dominique Mallet は長方形でない外形に52個の穴をあけた図を発表している。

### パリティの解消
市松模様に塗り分けたときに白と黒の数が2:4になる11種類のピースのうちの1つを2回使うことによりパリティが解消され、6×36の長方形などいくつかの図形が作成できる。
2つの6×18の長方形を作ることが出来る。これは、11種類のどのピースを追加しても可能であり、2回使用するピースを2つの同じ位置に配置することが可能である。
何種類かのピースは追加することにより3個の6×12の長方形や4個の6×9の長方形を作ることができる。これは並べ替えることにより9×24,12×18の長方形を作ることもできる。
11種類のどのピースを追加しても、追加したピースの相似形を作ることができる。

### 片面型
片面型ヘキソミノは60片である。市松模様に色分けした時に白と黒の数が違うピースは18個となる。
これらすべてを使用して、短辺が5以上の長方形はすべて作成可能である。
任意のデコミノの相似形を作成することも可能である。

### プラパズル

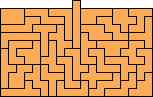
1マスはみ出した長方形

テンヨーから発売されていたプラパズルのシリーズの中にヘキソミノのセットがある。11×19の長方形の外側に1つ正方形がはみ出した形をしている。
ペントミノと違いこの形の解の総数は不明であるが、商品には「10億通り以上の組合せがある」と明記されている。
実際にはコンピュータにより200億通り以上の解が求められており、解の総数は1020から1025通りくらいと予想されている。

## その他

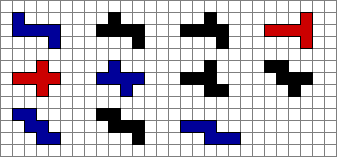
立方体の展開図にあたる11個のヘキソミノ

立方体の展開図は正方形が6個つながった形であるのですべてヘキソミノである。